# Llauna
|  | Per a altres significats, vegeu «Llauna (desambiguació)». |

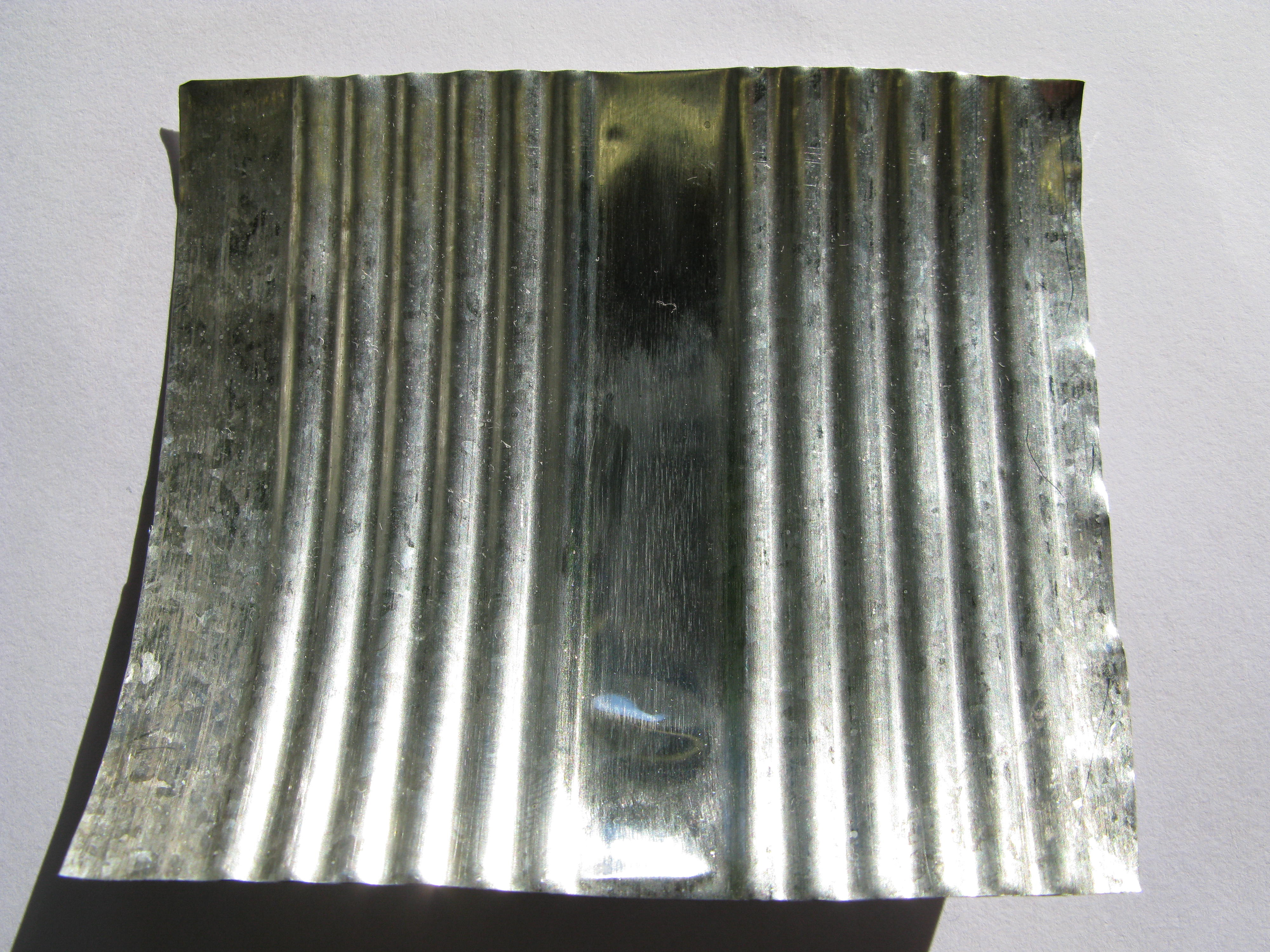
Capa d'estany a l'interior d'una llauna de llauna.

La llauna o llanda és un producte laminat pla, constituït per acer (amb un contingut en carboni entre 0,03% i 0,13%), recobert per una capa d'estany.
La composició de la llauna és la següent (de l'exterior a l'interior):
- Pel·lícula d'oli;
- Pel·lícula de passivació;
- Estany lliure;
- Aliatge Fe Sn2;
- Acer lliure.

Es tracta d'un material ideal per a la fabricació d'envasos metàl·lics, ja que combina la resistència mecànica i la capacitat de conformació de l'acer amb la resistència a la corrosió de l'estany.
Es tracta d'un material ideal per a la fabricació de productes de complement, a disposició dels clients, tota una gamma de taps, tatxes, manetes, tapadores i pots de llauna i envasos per a aliments, produïts sintètics, olis i derivats.
Mentre la llauna va ser un element habitual per a la fabricació d'eines de cuina, joguines, parament, etc. la professió de  llauner  era molt habitual. La seva facilitat de maneig és òbvia, ja que pot ser tallada amb tisores d'una manera i mides específiques.